# Laisi
Laisi är en by (estniska: küla) i Rõuge kommun i landskapet Võrumaa i sydöstra Estland. Byn ligger öster om sjön Murati järv, vid gränsen mot Lettland.
Före kommunreformen 2017 hörde byn till dåvarande Misso kommun.
Vid folkräkningen 2011 räknades byn som obebodd.